# Mirrors (álbum de Sandra Cretu)
Mirrors (em português: Espelhos) é o segundo álbum de estúdio da cantora alemã Sandra Cretu. Lançado em 1986 pela gravadora Virgin, sendo produzido por Michael Cretu e Armand Volker. O álbum contou com quatro singles, "Innocent Love", "Hi! Hi! Hi!", "Loreen" e "Midnight Man".
| N.º            | Título                                 | Compositor(es)                                  | Duração |  |
| 1.             | "The Second Day"                       |                                                 | 0:36    |  |
| 2.             | "Don't Cry (The Breakup of the World)" |                                                 | 4:56    |  |
| 3.             | "Hi! Hi! Hi!"                          | Michael Cretu, Klaus Hirschburger, Lohr Kemmler | 4:12    |  |
| 4.             | "Midnight Man"                         | Michael Cretu, Lohr kemmeler                    | 3:05    |  |
| 5.             | "You'll Be Mine"                       |                                                 | 4:33    |  |
| 6.             | "Innocent Love"                        | Klaus Hirschburger, Hubert Kemmler              | 5:25    |  |
| 7.             | "Two Lovers Tonight"                   |                                                 | 3:47    |  |
| 8.             | "Mirror of Love"                       |                                                 | 4:14    |  |
| 9.             | "Loreen"                               | Michael Cretu, Klaus Hirschburger / Peter       | 4:18    |  |
| Duração total: | Duração total:                         | Duração total:                                  | 35:06   |  |

## Desempenho
| País (1986) | Posição |
| ----------- | ------- |
| Suíça       | 13      |
| Noruega     | 14      |
| Alemanha    | 16      |
| Suécia      | 40      |